# 요시다 이치로
요시다 이치로(일본어: 吉田一郎 1963년 11월 3일 -)는 저널리스트이자 사이타마시 시의회 의원이다.

## 주요 경력
도쿄도 기타구 아카바네에서 태어나 사이타마현 오미야시에서 유소년기를 보냈다. 중학교 시절부터 한국어와 중국어를 배웠으며 호세이 대학 사회학부 입학 후 1985년에서 1987년사이에 홍콩 중문대학에 유학하였다. 일본어 교사 아르바이트를 하면서 구룡성채에 살았는데 그는 구룡성채를 체험한 유일한 일본인이다. 대학졸업후 다시 홍콩으로 돌아가 홍콩포스트등의 잡지에서 기자로 활동하였으며 홍콩 반환 전후의 중국 및 동남아 일대의 사정 등을 취재하여 아사히 신문 주간지인 AERA와 SAPIO등에 기고하기도 하였다.
일본 귀국후에는 와세다 대학 대학원 아시아 태평양 연구 국제관계학 전공석사 과정에 입학하여 수료하였고 2002년 무렵 세계월경지영토연구회라는 홈페이지를 만들어 이 분야의 해박한 지식을 과시하였다.
일본 지자체로서 자신이 속한 오미야 시가 사이타마 시에 흡수합병된 것에 대해 반대하는 입장이며 오미야 시 부활 또는 분리독립을 목표로 오미야시 망명 시청이라는 사이트를 만들었다. 이를 단순한 "쇼"라고 비난하는 사람도 있으나 사이타마 시의원에 입후보, 당선된 이후에 실제로 이 문제를 공식 제기하고 있다.